# الیزابت کابوت کری آگاسیز
الیزابت کابوت کری آگاسیز (به انگلیسی: Elizabeth Cary Agassiz) (زادهٔ ۵ دسامبر ۱۸۲۲ – درگذشتهٔ ۲۷ ژوئن ۱۹۰۷) یک مربی، طبیعت‌شناس و نویسنده آمریکایی و بنیان‌گذار و اولین رئیس کالج رادکلیف آمریکا بود.

## سنین جوانی و تحصیل
الیزابت کابوت کاری در ۵ دسامبر ۱۸۲۲ در خانواده‌ای انگلیسی در بوستون براهمین متولد شد. او در سال ۱۸۱۱ از دانشگاه هاروارد فارغ‌التحصیل شد.

## آثار برگزیده
- اولین درس در تاریخ طبیعی (۱۸۵۹)
- مطالعات ساحلی در تاریخ طبیعی (۱۸۶۵)
- سفر در برزیل (۱۸۶۸)
- لویی آگاسیز: زندگی و مکاتبات او، ج 1 من و جلد دوم (۱۸۸۵)